# Johannes Gualbertus

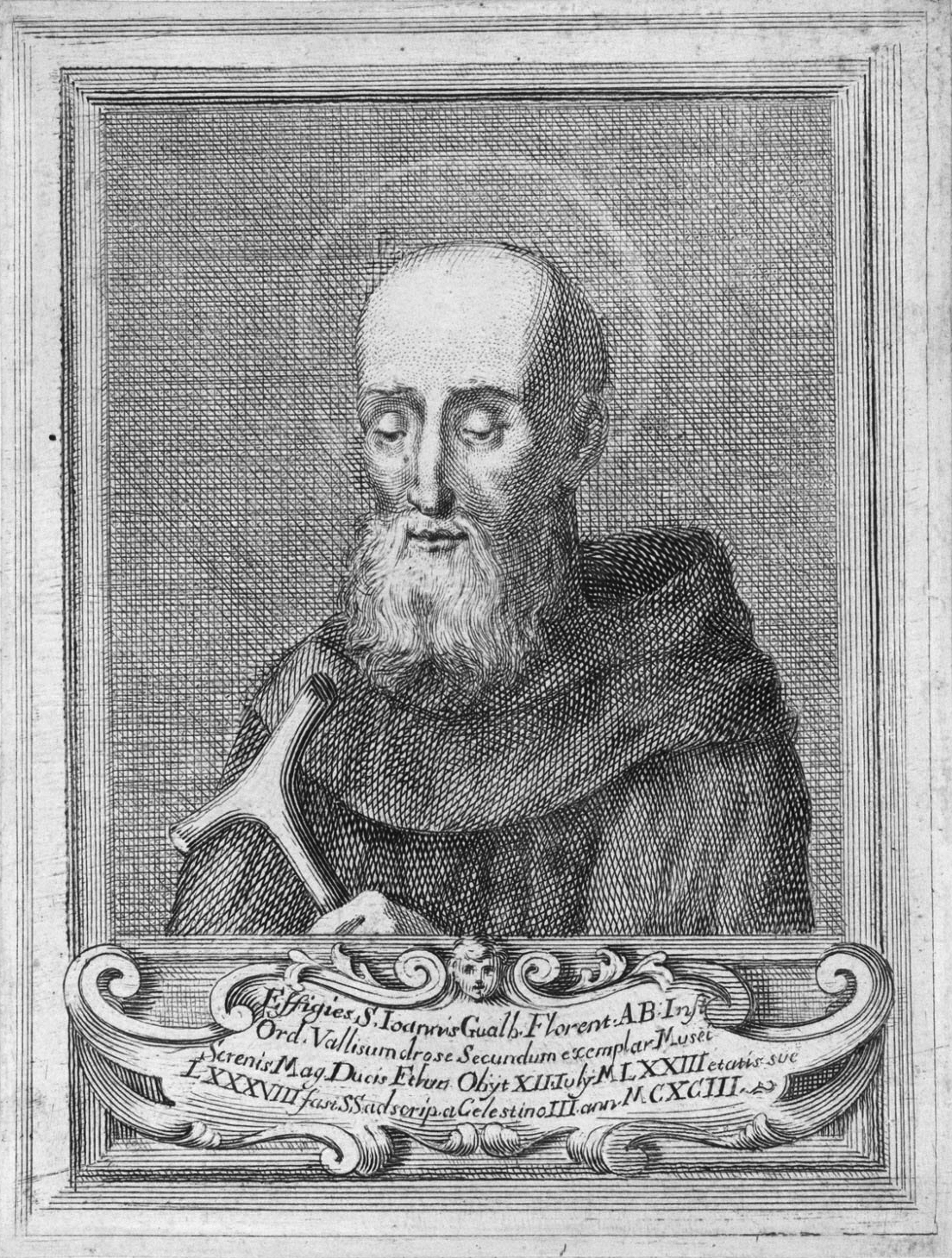
Johannes Gualbertus

Johannes Gualbertus, italienisch Giovanni Gualberto, deutsch Johannes Walbert (* um 995 in Petroio bei Florenz; † 12. Juli 1073 in Badia a Passignano) ist der Name eines Heiligen der katholischen Kirche.

## Leben

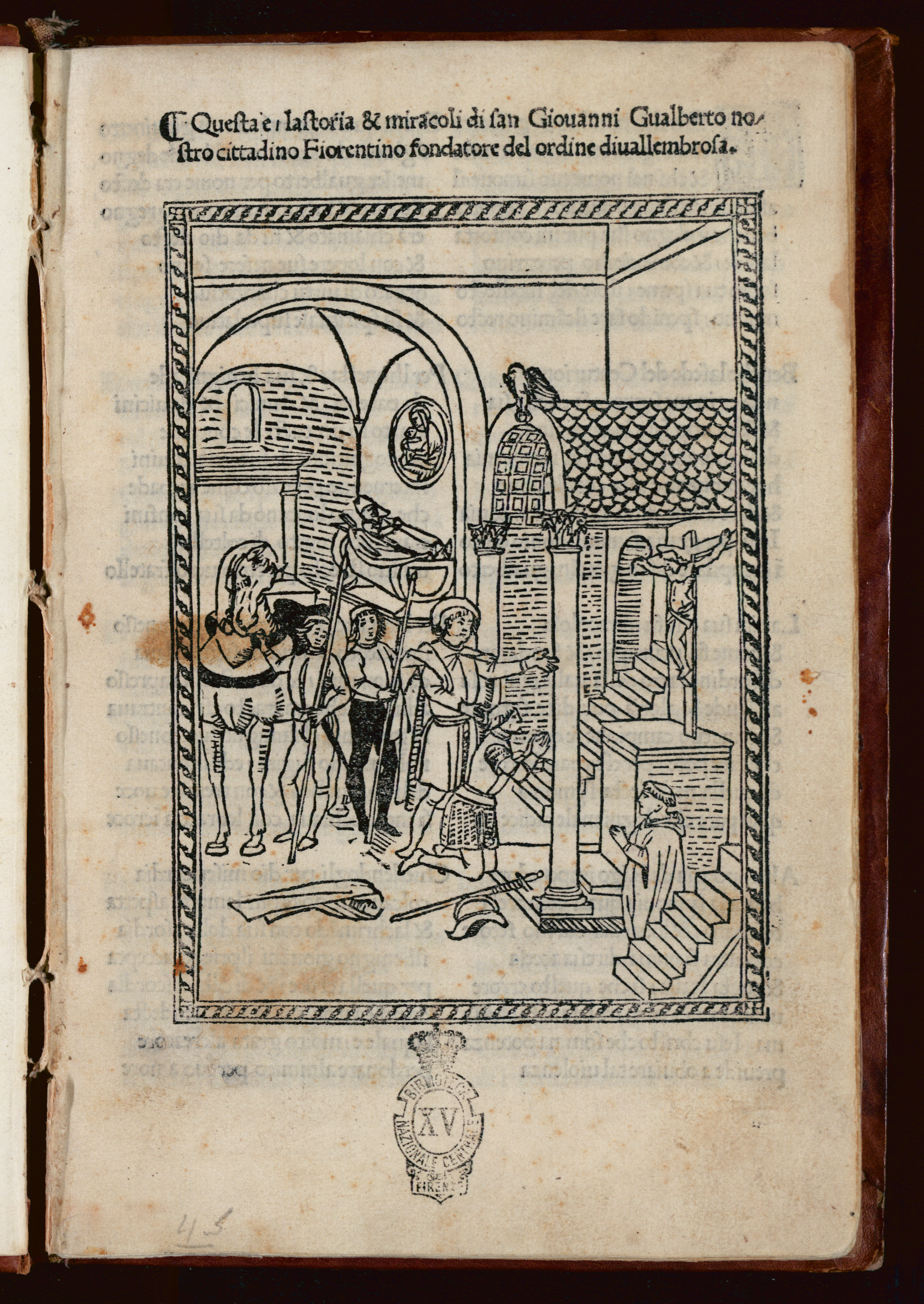
Bernardo Giambullari, Storia e miracoli di San Giovanni Gualberto, ca. 1500

Er entstammte einer adeligen Florentiner Familie. Der Überlieferung nach hatte er in seiner Jugend ein Bekehrungserlebnis. Bei der Verfolgung des Mörders eines Verwandten warf sich der Täter in Kreuzform zu seinen Füßen nieder und bat Giovanni Gualberto um Vergebung, die dieser ihm auch gewährte. Durch dieses Ereignis angeregt, wurde er Mönch in der Abtei San Miniato. Nach einem Zerwürfnis mit dem dortigen Abt, einem Verwandten, der durch Simonie dieses Amt erlangt hatte, begab er sich nach einigen Zwischenstationen an einen Ort namens Aquabella. Hier schloss er sich den beiden Einsiedlern Paulus und Guntelm an.
Verstärkt durch Gleichgesinnte aus Florenz und den umliegenden Klöstern wuchs die Gemeinschaft der Eremiten sehr rasch. Es entstand das Kloster Vallombrosa. Als Gründungsdatum wird das Jahr 1036 angesetzt. Johannes Gualbertus entwickelte sich zum entschiedenen Kämpfer gegen die Simonie. Auf sein Betreiben hin wurde, mit Unterstützung des Mönchs Hildebrand, des späteren Papstes Gregor VII., und durch ein Gottesurteil, welches ein Mitbruder (der Mönch Petrus, er schritt über glühende Kohlen) von Johannes zu Ungunsten des beklagten Bischofs entscheiden konnte, der Bischof von Florenz abgesetzt.
Nach seinem Tod (während einer Visitationsreise) wurde er am 1. Oktober 1193 heiliggesprochen. Sein Grabmal mit der lebensgroßen Liegefigur von Giovanni Battista Caccini von 1580 befindet sich in der Badia di S. Michele in Passignano Val di Pesa.
Aus den von ihm gegründeten Klöstern entwickelte sich der Reformorden der Vallombrosaner (Congregatio Vallis Umbrosae Ordinis Sancti Benedicti), welcher im 20. Jahrhundert mit dem Benediktinerorden vereinigt wurde.
Johannes Gualbertus gilt als Schutzpatron der Forstleute und Waldarbeiter.